# Aegosoma george
Aegosoma george là một loài xén tóc thuộc họ Cerambycidae mới được phát hiện năm 2015 tại Việt Nam, chúng phân bố ở tỉnh Lâm Đồng. Đây là loài thứ 16 thuộc chi Aegosoma và là loài thứ ba được công bố thuộc chi Aegosoma ở Việt Nam và đều được phát hiện tại Lâm Đồng.
Tên của loài này được đặt cho chúng được gợi ý bởi con trai 5 tuổi của tác giả theo đó George là nhân vật trong series phim hoạt hình ưa thích của cậu bé Peppa pig. George được chọn để đặt tên cho loài mới vì đó là chú lợn bé nhất trong gia đình của lợn hồng Peppa Pig vì vậy tên của chú lợn này được đặt sau cùng so với các thành viên còn lại trong gia đình.